# Nagydivény
Nagydivény (szlovákul Divina) község Szlovákiában, a Zsolnai kerületben, a Zsolnai járásban.

## Fekvése
Zsolnától 6 km-re északnyugatra, a Divényi-patak völgyében fekszik.

## Története

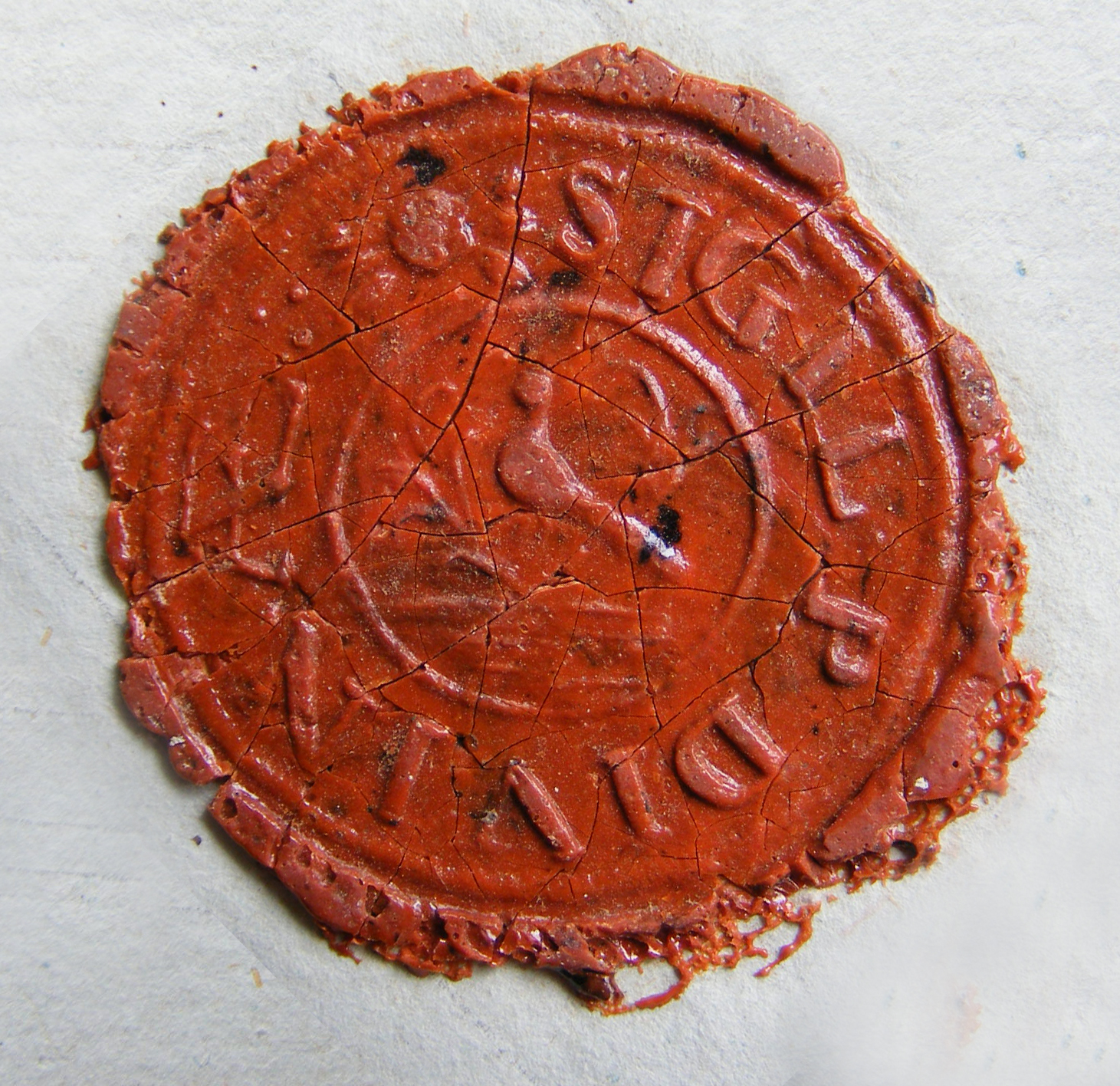
A legkorábbi ismert pecsétlenyomat a 18. századból
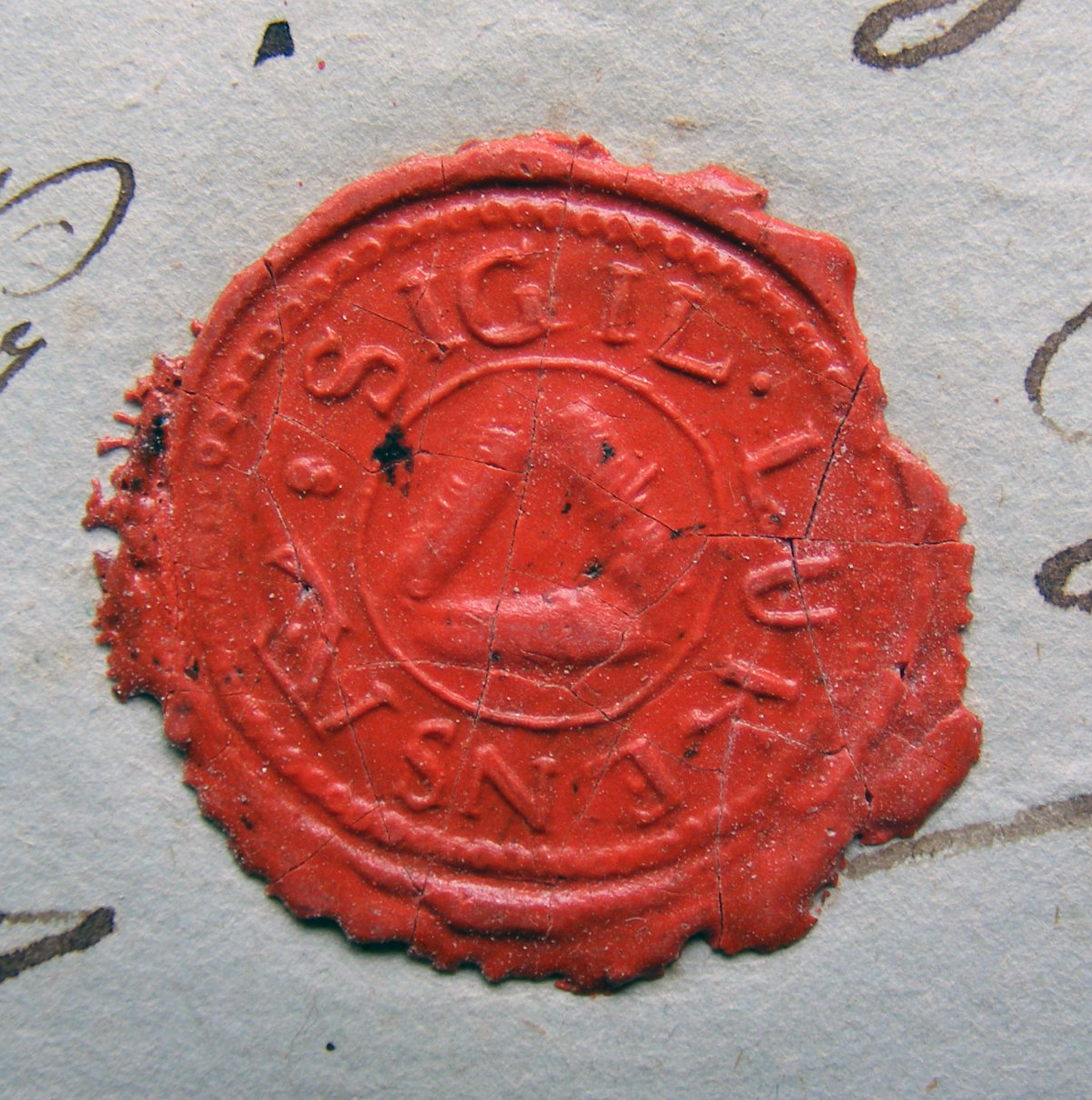
Felsőrétfalu pecsétje a 18. század közepéről

A tatárjárás után IV. Béla király a Kiszuca lakatlan vidékét Szobeszláv fiának, Bohumír comesnek adományozza. A terület határai 1244-ben Ádám nyitrai püspök oklevelében szerepelnek.
A falu első határleírása 1325-ből való, ebben „Divina” néven szerepel. A község első írásos említése az 1332 és 1337 között kelt pápai tizedjegyzékben történik. 1390-ben Luxemburgi Zsigmondtól Divényi Salamon fia Miklós fia Mihály kiváltságokat kapott. 1393-tól a litvai váruradalom része, mely a Balassák birtoka. Ekkor „Dywyne” néven szerepel az oklevélben. 1474-ben „Nagh Dywen”, 1598-ban „Diwina Maior” néven szerepel.
1720-ban 36 adózó portája volt. 1784-ben 227 ház, 243 család és 1326 lakos található a településen.
A 18. század végén Vályi András így ír róla: „Nagy Divinka. Tót falu Trentsén Vármegyében, földes Ura Gróf Szunyog Uraság, lakosai katolikusok, fekszik az előbbeninek szomszédságában, körűlöte hat hegyek vagynak, úgy mint: Balovczi, Csambal, Mohida, Mraskov, Dlhás, Kicsera, határja közép termékenységű, tulajdonságaira nézve lásd Ocsodniczát, mellyhez hasonló, második Osztálybéli.”
1828-ban 214 házában 1437 lakos élt. Lakói mezőgazdasággal, erdei munkákkal, állattenyésztéssel foglalkoztak. A 19. században szeszfőzde működött a faluban.
Fényes Elek 1851-ben kiadott geográfiai szótárában így ír a faluról: „Nagy-Divina, Trencsén m. tót falu, Kis-Divinátul északra egy völgyben. Lakja 1391 kath., és 6 zsidó. Kat. paroch. templom. F. u. gróf Csáky István örökösei.”
1911-ben vagy 1913-ban Felsőrétfalut csatolták hozzá. A trianoni békéig Trencsén vármegye Kiszucaújhelyi járásához tartozott.

## Népessége
| Év:            | 1994. | 2004.   | 2014.   | 2024.   |
| -------------- | ----- | ------- | ------- | ------- |
| Emberek száma: | 2419  | 2522    | 2413    | 2456    |
| Eltérés:       |       | +4,25 % | -4,32 % | +1,78 % |

| Év:            | 2023. | 2024.   |
| -------------- | ----- | ------- |
| Emberek száma: | 2460  | 2456    |
| Eltérés:       |       | -0,16 % |

1910-ben 1714, túlnyomórészt szlovák anyanyelvű lakosa volt.
2001-ben 2528 lakosából 2477 szlovák volt.
2011-ben 2408 lakosából 2334 szlovák volt.
2021-ben 2441 lakosából 1 (+2) magyar, (+1) cigány, 2414 (+1) szlovák, 14 (+4) egyéb és 12 ismeretlen nemzetiségű volt.

## Neves személyek
- Itt született 1925-ben Emil Mazúr szlovák geográfus, geomorfológus professzor.
- Itt szolgált Karol Kmeťko (1875-1948) szlovák római katolikus pap, nyitrai püspök, 1944-től érsek ad personam.

## Nevezetességei
- Római katolikus temploma 1773 és 1779 között épült.
- 1837 Nagydévényi meteorit

## Külső hivatkozások
- Hivatalos oldal
- Községinfó
- Nagydivény Szlovákia térképén
- E-obce.sk Archiválva 2007. szeptember 22-i dátummal a Wayback Machine-ben